# Christiane F.
Christiane Vera Felscherinow, conocida como Christiane F. (Hamburgo, 20 de mayo de 1962), es una celebridad alemana que ha colaborado puntualmente como actriz no profesional en varias producciones cinematográficas, ha protagonizado dos libros autobiográficos y ha formado parte de una banda punk. Se hizo famosa y debe su popularidad posterior al hecho de contribuir con su testimonio en el libro Los niños de la estación del Zoo, publicado y editado por la revista alemana Stern en 1978 y que describe su lucha contra la adicción a la heroína durante la adolescencia, además de la película basada en el mismo libro.

## Biografía
Nacida en Hamburgo en 1962, se trasladó a Berlín en 1968 con sus padres y su hermana más joven. La madre sufría abusos por parte del padre, por lo que se acabaron separando. La hermana pequeña pasó a vivir con su padre y su amante mientras que Christiane se quedó con su madre. Vivió en un principio en el distrito municipal de Kreuzberg y después en el distrito municipal de Neukölln. Pero fue en el barrio de Gropiusstadt donde Christiane comenzó a verse envuelta en asuntos de drogas a través de su grupo de amigos. En 1974, a los 12 años de edad, comenzó a fumar cannabis y a consumir medicamentos como Valium, Mandrix y también LSD.

### Sound
En 1975, con 13 años, Christiane empezó a frecuentar Sound, la discoteca de moda por aquel entonces en Berlín. Allí conoció a Detlev (el que sería su futuro novio), además de a Axel, Babsi, Atze, Zombie y Stella, entre otros.

### La heroína
Una nueva droga comenzaba a circular en la escena berlinesa. Era la heroína, o simplemente "H", como era más conocida. Aunque era muy temida por su alto poder adictivo y por el alto riesgo de mortalidad, todos los amigos de Christiane acabaron volviéndose adictos a ella, incluido Detlev.
Christiane consumió heroína inhalada la primera vez después de asistir a un concierto de David Bowie. Tiempo después, en unos baños públicos de la Estación del jardín zoológico de Berlín, se inyectó la droga por primera vez. A partir de ese momento, Christiane fue introduciéndose poco a poco en el consumo de heroína, necesitando cada vez más dosis diarias para calmar su "mono".

### Prostitución
A medida que se volvía más adicta, Christiane, con 14 años, como todos sus amigos, empezó a prostituirse en la Estación del Zoo para comprar heroína. La propia Christiane relata que, al principio, seleccionaba a sus clientes y que se limitaba a masturbarlos o praticarles sexo oral. Pero al surgir la necesidad de inyectarse droga tres veces al día, Christiane pasó a aceptar a cualquier tipo de cliente y a practicar sexo dentro de los coches. La práctica de la prostitución duró desde 1976 hasta 1977, cuando fue detenida y acusada de tráfico y consumo de drogas.

### Libro
Durante su juicio en el tribunal de infancia y juventud, los periodistas Kai Hermann y Horst Rieck quedaron impresionados con su declaración sobre la adicción y le propusieron una entrevista que, al final, duró varios meses y sirvió de base para el famoso libro Los niños de la estación del Zoo. El libro tuvo éxito y fue publicado en varios países. En España se publicó con el título Yo, Christiane F. - hijos de la droga. Con la publicación del libro, Christiane adquirió fama mundial e incluso pasó un tiempo "limpia", asegurando estar desenganchada de las drogas. Pero en 1983, la policía la detuvo en el apartamento de un traficante en Berlín. En esta época concedió una entrevista a la revista alemana Stern, confesando que nunca había abandonado realmente la heroína.

### Después del libro
La mayoría de los amigos de Christiane fallecieron víctimas de la heroína, entre ellos su amiga Babsi, con 14 años, la víctima más joven de la heroína entre su grupo de amigos, además de Andreas W. (Atze), que dejó una carta con consejos para los jóvenes alertando sobre el peligro de la heroína, y Axel, los dos con 17.
Christiane sobrevivió, pero nunca llegó a desengancharse completamente, pese a lograrlo durante periodos de tiempo. A los 45 años, tomaba varios medicamentos, pasaba regularmente por sesiones, intentos y terapias para abandonar el hábito, que hasta ese momento no habían tenido buenos resultados.
Tiene hepatitis C (enfermedad crónica del hígado) y problemas circulatorios. Los médicos, después de haber afirmado que, debido a sus problemas circulatorios, podía tener una crisis si no cuidaba mejor su salud, afirmaron también que su estado era delicado. En diciembre de 2005, el servicio público de salud alemán registró dos ingresos de la paciente.
Christiane pasó un periodo viviendo en un apartamento en Berlín con dos de sus tíos y con su hijo, Jan-Niklas.
Detlev también ha sobrevivido y trabaja como conductor de autobús en Berlín. Vive feliz con su mujer e hijos y dice haberse librado de las drogas en 1980.

## En la actualidad
A los 46 años de edad volvió cortamente a consumir drogas duras. 
Un nuevo drama para Christiane tuvo lugar al inicio de 2008, cuando ella y su novio decidieron emigrar a Holanda, llevando con ellos al hijo de Christiane. Al tener conocimiento de este hecho, la justicia alemana se quedó con su custodia, con la ayuda de la policía. Poco tiempo después, ella secuestró a su propio hijo y escapó a Ámsterdam. En la capital holandesa, Christiane volvió a consumir heroína.
Después de un desencuentro con su novio, Christiane regresó a finales de junio de 2008 a Alemania, momento en el que las autoridades alemanas procedieron a retirarle temporalmente la custodia de su hijo.
En 2011 la detuvieron por última vez cuando la policía le decomisó una pequeña cantidad de heroína en la maleta. Estaba a punto de tomar un tren en una estación de Berlín.
En la actualidad, con más de 60 años, sigue luchando por su vida pese a la mala salud que tiene.